# OM Daino
L'OM Daino 40 (massa a pieno carico che non compare sulla calandra) è un autocarro che fu prodotto da OM dal 1965 al 1972. Aveva lo stesso motore da 81 cv del precedente Leoncino e la medesima cabina.
Nella serie di modelli richiamanti la zoologia comprendente modelli con massa a pieno carico tra le 3 e le 8 tonn si piazzava, con un p.t.t. di 7 tonn e una portata utile compresa tra 4 e 4,5 tonn, dopo l'OM Leoncino (34 quintali) e prima del Tigrotto (50 quintali).
Nel 1967 nacque la versione da 4,5 tonn., denominata Daino 45, che non era altro se non un Tigrotto 50 con massa a pieno carico declassata a 45 quintali. La differenza estetica più evidente tra i due modelli del Daino era l'adozione dei cerchi con ruote a raggi uguali al Tigrotto, oltre che la frenatura pneumatica anziché totalmente idraulica.
Fu sostituito dagli OM 70 - 75.